# Multimedia Messaging Service
Multimedia Messaging Service (mms) is de multimediale opvolger van sms. Het versturen van een mms ging via een GPRS-netwerk.
Een mms kan bestaan uit tekst, geluid, een plaatje of een stukje video, of een combinatie van deze soorten.
In 2019 zijn de laatste providers gestopt met het ondersteunen van de MMS-diensten.

## Mms in Nederland
Inmiddels zijn alle Nederlandse providers gestopt met het aanbieden van MMS. T-Mobile Nederland was de eerste die het introduceerde gevolgd door Vodafone (beiden in oktober 2002). Bij Vodafone werd het samen met Vodafone live! geïntroduceerd. In maart 2003 kwam daar Telfort bij. Vodafone had als eerste een verbinding met de andere twee netwerken. In augustus 2003 volgde KPN Mobile, die het als onderdeel van i-mode introduceerde. In oktober 2003 lanceerde ook Orange mms in Nederland.

## Mms in België
In België ondersteunen alle netwerkbeheerders (Proximus, Orange en BASE) mms. Proximus lanceerde in november 2002 mms en was daarmee de eerste provider, daarna volgde Orange in januari 2003. Aanvankelijk kostte deze mms-dienst 50 eurocent per bericht. BASE wilde zich focussen op i-mode, daarom volgde BASE pas enkele jaren later, in 2007 lanceerde deze provider deze dienst.

## Einde van de MMS
Veel providers stoppen met het aanbieden van MMS. KPN stopte ermee in 2017 en T-Mobile en Ben in 2019. Dit komt doordat anno 2017 internetdiensten als WhatsApp substantieel aan populariteit hebben gewonnen. KPN is gestopt met het ondersteunen van MMS per 1 juli 2017.
In België is Mobile Vikings MMS gaan uitfaseren vanaf 21 mei 2018.

## Kosten voor het versturen
In Nederland werd het versturen van een mms per bericht afgerekend. Het GPRS-verkeer voor het versturen werd niet afgerekend, behalve door Orange. De prijs per mms lag ongeveer rond de 30-50 eurocent. Deze prijzen verschilden per operator. In België kost het versturen van een mms tussen de 10 eurocent en 1 euro.

## Diensten
Mms werd door verschillende operators en andere partijen ingezet als 'transportmiddel' voor andere diensten.

### Infodiensten
Net als bij sms-infodiensten kon je leuke of nuttige informatie via mms ontvangen. Bijvoorbeeld weersvoorspellingen en beurskoersen, maar ook film en entertainmentnieuws.

### Fotodiensten
Hierbij werden de ingestuurde foto's voor het eindproduct gebruikt. Voorbeelden hiervan zijn: mms-postkaart, mms-stickers (meerdere stickers op een vel van 10x15cm), mms-visitekaart, CartoonMe etc.

### E-mail
Ook werd mms als aflevermethode voor e-mail gebruikt (bv voor Vodafone klanten). Alle binnenkomende mailtjes werden automatisch via een mms afgeleverd. De kosten verschilden, afhankelijk van je aansluiting (abonnement/prepaid), tussen gratis en € 2,- per maand.

### Overig
Luchtreizigers konden hun instapkaart in de vorm van een QR-code middels mms ontvangen.